# Marignane
Marignane település Franciaországban, Bouches-du-Rhône megyében. Lakosainak száma 33 164 fő (2022. január 1.). Marignane Châteauneuf-les-Martigues, Gignac-la-Nerthe, Saint-Victoret, Vitrolles és Berre-l'Étang községekkel határos.

## Népesség
A település népességének változása:
| Lakosok száma | 20 044 | 31 109 | 32 325 | 32 921 | 33 986 | 33 929 | 32 920 | 32 384 | 32 515 | 33 164 |
|               | 1968   | 1982   | 1990   | 2006   | 2013   | 2015   | 2017   | 2019   | 2020   | 2022   |